# International Deejay Gigolo Records
International DeeJay Gigolo Records es un sello discográfico alemán de música electrónica a cargo de artista de techno DJ Hell (nombre real Helmut Geier). El sello fue fundado en Múnich en 1996 como una filial del sello de Disko B. En la actualidad reside en Berlín y es el sello electrónico más exitoso de Alemania, especializado en electro, House y techno con el synthpop de la década del' 80 y con cierta influencia de la música disco y el new wave.
Hasta el año 2001 una ilustración de Arnold Schwarzenegger posando en un evento de culturismo fue utilizado como logotipo del sello sin la autorización correspondiente. Versiones posteriores del logo vienen con una imagen de Sid Vicious (DJ Hell es un profundo admirador de los Sex Pistols). En 2003, un diseño de Amanda Lepore posando como Arnold en el primer logotipo fue utilizado desde entonces. A partir de 2006, una variación de la imagen de unos vaqueros diseñados para unas camisetas por Vivienne Westwood también se utilizó como logotipo del sekki.
"Gigolo" ha publicado discos de artistas de la talla de Dave Clarke, Jeff Mills, DJ Hell, David Carretta, Miss Kittin & The Hacker, Kiko & Gino S., DJ Naughty, The Advent, Dopplereffekt, Japanese Telecom, Fischerspooner, Tiga, DJ Valium, Princess Superstar y Vitàlic entre otros.
Su lanzamiento más exitoso fue en 2001, con el EP Poney de Vitàlic (que incluía el éxito "La Rock 01" en el lado B). Este EP fue remasterizado y reeditado en 2006.
También lanza las compilaciones "We Are Gigolo", del que en la actualidad contiene doce volúmenes. Posee los subsellos Gigolo Tapes y Picolo Recordings.

## Artistas
| - &Me - Abe Duque - Amanda Lepore - Acid Maria - Activator - Anthony Shake Shakir - Anthony Rother - Atomizer - The Advent - Bookhouse Boys - Bostitch - Bobby Konders - Boys Noize - Bryan Ferry - Capri - Capitan Commodore - Christopher Just - Chris Korda - Crossover - Dave Clarke - David Carretta - Der Zyklus - Dj Klash - DJ Valium - DJ Pierre - Digitaria - Dibaba - Diddy & Felix da Housecat - Dopplereffekt - DMX Krew - Dynamik Bass System - Elbee Bad - Electric Indigo - Erotek/Atwil - Filippo Naughty Moscatello - Fat Truckers - Fischerspooner - Foremost Poets - Gabe Castanzaro - Gino S. - Hell - Herman Schwartz - Hrdvsion - Inform3r - Jamie Anderson - Japanese Telecom - Jesper Dahlback - Jonzon - Jor-El - Jeff Mills - k.lakizz - Kevin Gorman - Kiko - Kiko & Gino S. - Kikumoto Allstars | - Le Chic - Lopazz - Linda Lamb - M.F.F. - Makossa & Megablast - Marascia - Martin Matiske - Mixmaster Jeff Monday - Mick Willis - Mihai Popoviciu - Miss Kittin & the Hacker - Milch - Mitsu - Mount Sims - Oliver Huntemann & Stephan Bodzin - Oliver Ton - Orlando Voorn - Ozone Layer - Peaches - Peter Kruder - Phil Kieran - Plastique de Reve - Play Paul - Princess Superstar - Psychonauts - Poladroid - Réplica - Richard Bartz - Rok - Romina Cohn - Savas Pascalidis - Sebastien San - Seelenluft - Sei A - Skwerl - Snuff Crew - Sonja Mooncar - Station Rose - Stalker 7 - Steril - Superstars of Love - Sylvie Marks - Tampopo - Terence Fixmer - Tiefschwarz - Tiga - Traxx & Deecoy - Trike - The Trinity - The Penelopes - The Presets - Tuxedomoon - Vitàlic - Woody - Zombie Nation |